# Villemandeur
Villemandeur és un municipi francès, situat al departament del Loiret i a la regió de Centre – Vall del Loira. L'any 2007 tenia 6.244 habitants.

## Demografia

### Població
El 2007 la població de fet de Villemandeur era de 6.244 persones. Hi havia 2.630 famílies, de les quals 726 eren unipersonals (258 homes vivint sols i 468 dones vivint soles), 1.039 parelles sense fills, 702 parelles amb fills i 163 famílies monoparentals amb fills.
La població ha evolucionat segons el següent gràfic:
Habitants censats

### Habitatges
El 2007 hi havia 2.854 habitatges, 2.654 eren l'habitatge principal de la família, 50 eren segones residències i 150 estaven desocupats. 2.510 eren cases i 314 eren apartaments. Dels 2.654 habitatges principals, 1.970 estaven ocupats pels seus propietaris, 642 estaven llogats i ocupats pels llogaters i 42 estaven cedits a títol gratuït; 40 tenien una cambra, 170 en tenien dues, 616 en tenien tres, 913 en tenien quatre i 916 en tenien cinc o més. 2.180 habitatges disposaven pel capbaix d'una plaça de pàrquing. A 1.304 habitatges hi havia un automòbil i a 1.085 n'hi havia dos o més.

### Piràmide de població
La piràmide de població per edats i sexe el 2009 era:
| Homes | Edats   | Dones |
| ----- | ------- | ----- |
| 1     | 95 o +  | 6     |
| 9     | 90 a 94 | 33    |
| 38    | 85 a 89 | 62    |
| 41    | 80 a 84 | 57    |
| 114   | 75 a 79 | 120   |
| 182   | 70 a 74 | 214   |
| 174   | 65 a 69 | 211   |
| 192   | 60 a 64 | 164   |
| 169   | 55 a 59 | 160   |
| 153   | 50 a 54 | 211   |
| 223   | 45 a 49 | 244   |
| 204   | 40 a 44 | 210   |
| 218   | 35 a 39 | 230   |
| 161   | 30 a 34 | 144   |
| 136   | 25 a 29 | 137   |
| 128   | 20 a 24 | 96    |
| 222   | 15 a 19 | 196   |
| 181   | 10 a 14 | 187   |
| 152   | 5 a 9   | 143   |
| 102   | 0 a 4   | 107   |

## Economia
El 2007 la població en edat de treballar era de 3.715 persones, 2.549 eren actives i 1.166 eren inactives. De les 2.549 persones actives 2.340 estaven ocupades (1.211 homes i 1.129 dones) i 209 estaven aturades (83 homes i 126 dones). De les 1.166 persones inactives 433 estaven jubilades, 379 estaven estudiant i 354 estaven classificades com a «altres inactius».

### Ingressos
El 2009 a Villemandeur hi havia 2.751 unitats fiscals que integraven 6.366 persones, la mediana anual d'ingressos fiscals per persona era de 19.492 €.

### Activitats econòmiques
Dels 372 establiments que hi havia el 2007, 4 eren d'empreses extractives, 1 d'una empresa alimentària, 2 d'empreses de fabricació de material elèctric, 24 d'empreses de fabricació d'altres productes industrials, 74 d'empreses de construcció, 119 d'empreses de comerç i reparació d'automòbils, 18 d'empreses de transport, 8 d'empreses d'hostatgeria i restauració, 7 d'empreses d'informació i comunicació, 23 d'empreses financeres, 12 d'empreses immobiliàries, 44 d'empreses de serveis, 21 d'entitats de l'administració pública i 15 d'empreses classificades com a «altres activitats de serveis».
Dels 107 establiments de servei als particulars que hi havia el 2009, 1 era una oficina de correu, 6 oficines bancàries, 19 tallers de reparació d'automòbils i de material agrícola, 2 tallers d'inspecció tècnica de vehicles, 1 autoescola, 8 paletes, 10 guixaires pintors, 8 fusteries, 18 lampisteries, 11 electricistes, 6 empreses de construcció, 4 perruqueries, 1 agència de treball temporal, 5 restaurants, 6 agències immobiliàries i 1 saló de bellesa.
Dels 18 establiments comercials que hi havia el 2009, 2 eren supermercats, 1 un supermercat, 2 fleques, 1 una fleca, 1 una peixateria, 1 una sabateria, 5 botigues de mobles, 3 drogueries i 2 floristeries.
L'any 2000 a Villemandeur hi havia 8 explotacions agrícoles que ocupaven un total de 438 hectàrees.

## Equipaments sanitaris i escolars
El 2009 hi havia 2 farmàcies i 1 ambulància.
El 2009 hi havia 2 escoles elementals. A Villemandeur hi havia 1 col·legi d'educació secundària i 1 liceu d'ensenyament general. Als col·legis d'educació secundària hi havia 509 alumnes i als liceus d'ensenyament general 954.

## Poblacions més properes
El següent diagrama mostra les poblacions més properes.